# Elektrobank
Elektrobank is een nummer van The Chemical Brothers, uitgebracht op 8 september 1997 door het platenlabel Freestyle Dust/Virgin. Het nummer behaalde de 17e positie in de UK Singles Chart.